# Fête des vendanges de 1909 à Bordeaux
En septembre 1909 on organise pour la première fois à Bordeaux, la fête des vendanges. Pendant trois jours, du 11 au 13 septembre, la manifestation prend la forme d'une cavalcade de chars, représentant les diverses régions viticoles de la Gironde, et la création d'un opéra : Bacchus Triomphant dans un théâtre en plein air installé sur la place des Quinconces.

## Contexte historique
Aujourd'hui, Bordeaux célèbre avec faste ses produits prestigieux. En témoignent le salon international Vinexpo Bordeaux, la fondation de l’Institut des Sciences de la Vigne et du Vin, la Cité du Vin et Bordeaux fête le vin qui a lieu tous les deux ans.
| - Carte-postale |

Mais en fait ceci n’est que la reprise d’une tradition centenaire, longtemps oubliée. Car à la mi-septembre 1909 eut lieu à Bordeaux une exceptionnelle « fête des vendanges », matérialisée par la représentation d’un opéra, « Bacchus triomphant », sur la place des Quinconces et de défilés de chars dans les rues de Bordeaux.
La fête des vendanges a été inspirée par celle la Fête des Vignerons de Vevey en Suisse ; elle intervenait dans une conjoncture économique et sociale du monde viticole très dure.
M. Marcel Gounouilhou, directeur de La Petite Gironde, a eu l'idée d'organiser, les 11, 12 et 13 septembre 1909, une grande manifestation artistique à la gloire du vin de Bordeaux : la fête des Vendanges.
Cette fête fut placée sous le patronage d'un comité d'honneur composé de MM. Jules Dureault, préfet de la Gironde ; Jean Bouche, maire de Bordeaux ; Ernest Monis, sénateur, président du conseil général de la Gironde ; Eugène Buhan, président de la chambre de commerce de Bordeaux, et des sénateurs, députés, présidents des conseils généraux et chambres de commerce de la région.
Les organisateurs la divisèrent en deux parties bien distinctes : chaque matin une cavalcade de chars représentant diverses régions viticoles autour de Bordeaux passe par les voies principaux de la ville et dans l'après-midi, une représentation théâtrale de l'opéra Bacchus triomphant dans une immense théâtre en plein air dressé sur la place des Quinconces.
Plus de 200 000 visiteurs sont venus pour assister aux spectacles.

## La cavalcade
| - Mme Darlaut - Mme Roberska |

Le triduum bachique, sous l'emprise de Bacchus, la reine de la Gironde et la reine des vendanges, organisé par le journal La Petite Gironde commençait chaque matin par une cavalcade de chars décorés. Les chars quittaient les allées de Chartres vers neuf heures et défilaient à travers les principales voies de la ville, entre deux haies compactes de curieux. Elle comprenait des chars encadrés de hérauts d'armes en costume moyenâgeux, de trompettes, de trompes de chasse et de fanfares à pied et à cheval, dont les sonneries déchiraient l'air.
Les thèmes des chars évoquaient : 
- Dax, les Landes, la résine et les Pyrénées ;
- Libourne, Blaye, Saint-André-de-Cubzac, Cerès et La Réole ; Arcachon et Marennes ;
- les vins du Médoc, des Graves, de Sauternes et de Barsac ;
- le cognac et l'armagnac ; la prune et le chasselas ;
- le liège et les bouchons, le verre et les vendangeurs et leurs instruments de travail.

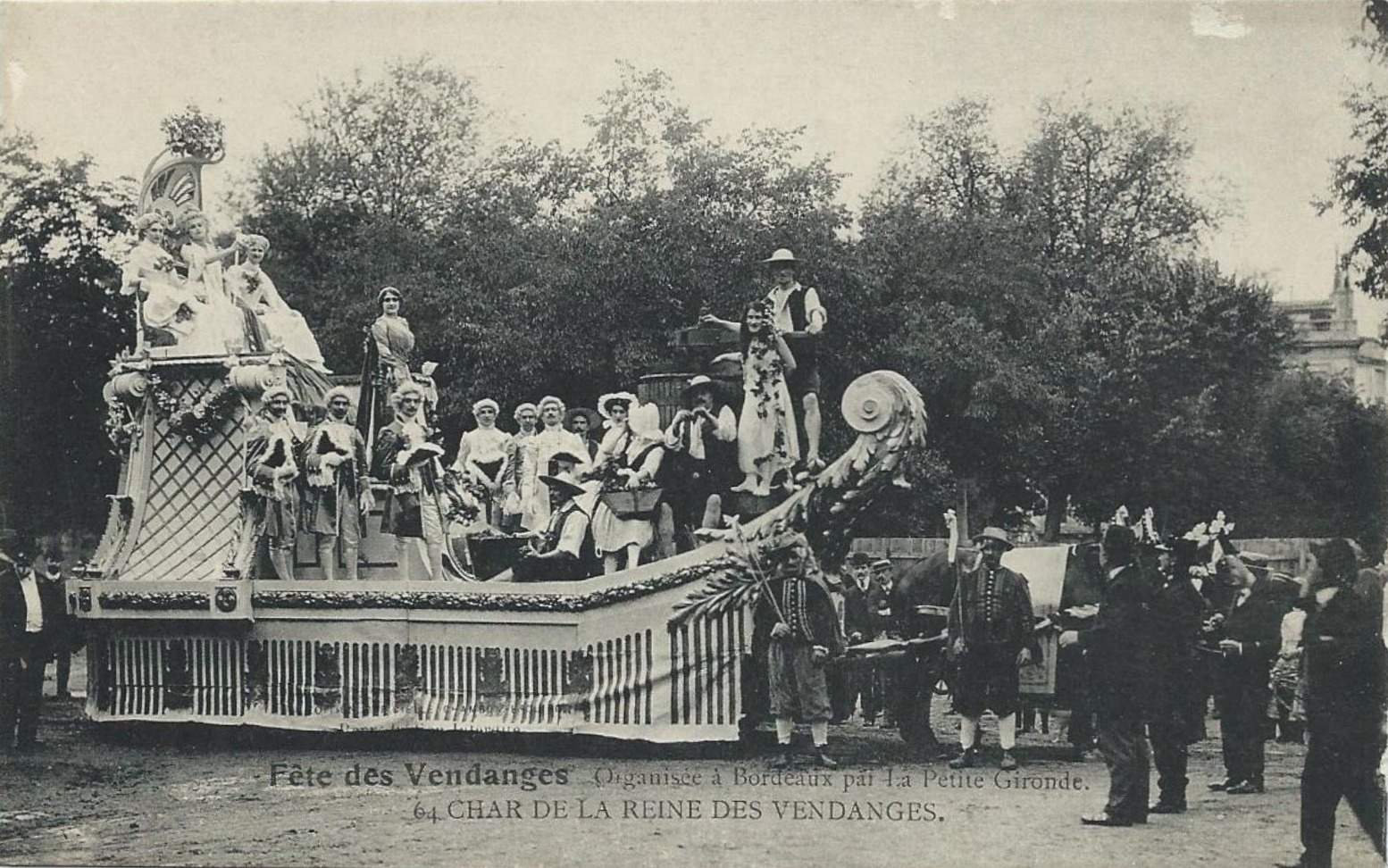
Char de la reine
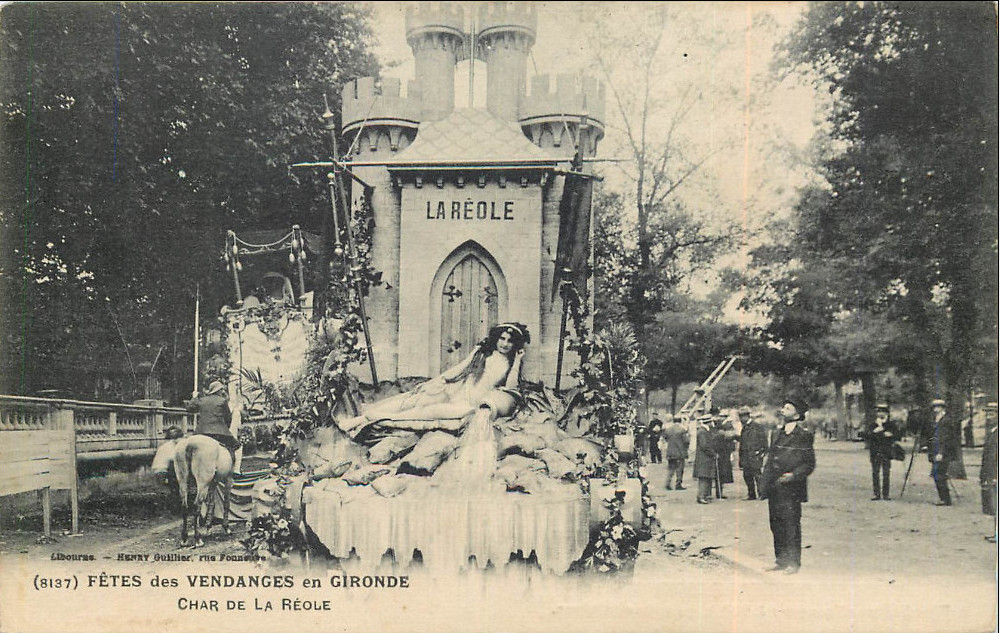
Char de La Réole

## Le théâtre en plein-air
Sur le vaste emplacement de la place des Quinconces qui s'étend du monument aux Girondins aux colonnes rostrales, a été installé un immense théâtre de plein air en bois. Le théâtre pouvait contenir 25 000 spectateurs. Il a été conçu par les architectes bordelais Cyprien Alfred-Duprat et Pierre Ferret et édifié en l'espace de cinq semaines par la Coopérative des charpentiers de Paris sous la direction de M. Favaron. Soixante ouvriers seulement y ont coopéré.
|  |

## Bacchus triomphant
|  |

La seconde partie du programme se déroulait à trois heures de l'après-midi dans le théâtre : la représentation de Bacchus triomphant de Camille Erlanger et Henri Cain. Les masses chorales formant un ensemble de 600 choristes, et l'orchestre comprenant 200 exécutants, étaient dirigés par Camille Erlanger.
On trouve une critique de la première représentation dans Le mercure musical.

### Synopsis du livret
Le poème lyrique comprend trois actes.
- Le premier acte est consacré aux fêtes de la terre. Les chars de Bacchus et de Cérès sont entourés d'une foule joyeuse qui glorifie le dieu de la vigne et la déesse des moissons. Cérès chante un hymne en l'honneur du laboureur. Bacchus célèbre le vigneron au milieu des danses des dryades, des sylvains et des faunes. Bacchus et Cérès magnifient la terre sacrée. Puis, Silène parait avec son cortège, et l'acte finit sur un chant triomphal à la gloire du dieu de la vigne.

- Au deuxième acte, nous assistons à l'arrivée des Barbares devant Burdigala. Les Goths font fuir dans l'intérieur de la ville, dont les portes sont aussitôt fermées, les habitants qui, en un jour de fête, se livraient devant les remparts à leurs jeux favoris. Les Barbares sont conduits par Hunther qui entonne un chant guerrier. Soudain, les cloches de la ville sonnent ; un cantique de grâce s'élève derrière les remparts, et une vierge gauloise, suivie de jeunes filles, supplie Hunther et ses soldats d'épargner la cité, car elle leur apporte le bonheur. Hunter se laisse charmer et conquérir par tant de douceur ; il tend son hanap et la vierge le remplit du vin de son amphore. Les guerriers boivent. Burdigala sera épargnée. Les portes s'abaissent, les Barbares chargent sur leurs chars les outres de vin que l'on apporte et s'éloignent, tandis que la foule porte en triomphe sa libératrice, la jeune fille, qui élève au-dessus de tous un cep chargé de grappes : la vigne victorieuse.

- Le troisième acte est divisé en deux tableaux : l'un, consacré au défilé des saisons, se termine par un important ballet ; l'autre, le triomphe de Bacchus, couronne l'œuvre.

### Les interprètes
L'œuvre était interprétée par : 
- Felia Litvinne  interprète Cérès dans le premier acte et la déesse des Saisons dans le troisième ;
- Lucien Muratore interprète Bacchus dans le premier acte et Hunther dans le deuxième ;
- Marthe Chenal joue le rôle de la vierge gauloise au deuxième acte ;
- M. Claverie interprète Silène.
- Regina Badet, Irène Lovati, Popinet et Greppi ont exécuté la danse bacchanale du premier acte ; l'orgie au camp des Barbares au deuxième acte et le ballet des saisons au troisième acte.

| - Félia Litvinne - Marthe Chenal - Lucien Muratore |

| - Régina Badet - Mlles Badet, Popinet, Lovati, Greppi |